# Anemone autanensis
Anemone autanensis är en ranunkelväxtart som beskrevs av Gustave Beauverd. Anemone autanensis ingår i släktet sippor, och familjen ranunkelväxter. Inga underarter finns listade i Catalogue of Life.